# North Manchester
North Manchester és una població dels Estats Units a l'estat d'Indiana. Segons el cens del 2006 tenia 6.046 habitants.

## Demografia
Segons el cens del 2000, North Manchester tenia 6.260 habitants, 2.192 habitatges, i 1.374 famílies. La densitat de població era de 669,5 habitants/km².
Dels 2.192 habitatges en un 26% hi vivien nens de menys de 18 anys, en un 51% hi vivien parelles casades, en un 8,9% dones solteres, i en un 37,3% no eren unitats familiars. En el 31,3% dels habitatges hi vivien persones soles el 13,9% de les quals corresponia a persones de 65 anys o més que vivien soles. El nombre mitjà de persones vivint en cada habitatge era de 2,29 i el nombre mitjà de persones que vivien en cada família era de 2,85.
Per edats la població es repartia de la següent manera: un 17,8% tenia menys de 18 anys, un 21,9% entre 18 i 24, un 20,1% entre 25 i 44, un 17,9% de 45 a 60 i un 22,3% 65 anys o més.
L'edat mediana era de 36 anys. Per cada 100 dones de 18 o més anys hi havia 78,2 homes.
La renda mediana per habitatge era de 35.448$ i la renda mediana per família de 46.781$. Els homes tenien una renda mediana de 31.795$ mentre que les dones 23.388$. La renda per capita de la població era de 17.140$. Entorn del 4,8% de les famílies i el 8,7% de la població estaven per davall del llindar de pobresa.

## Poblacions més properes
El següent diagrama mostra les poblacions més properes.